# Instabilità atmosferica

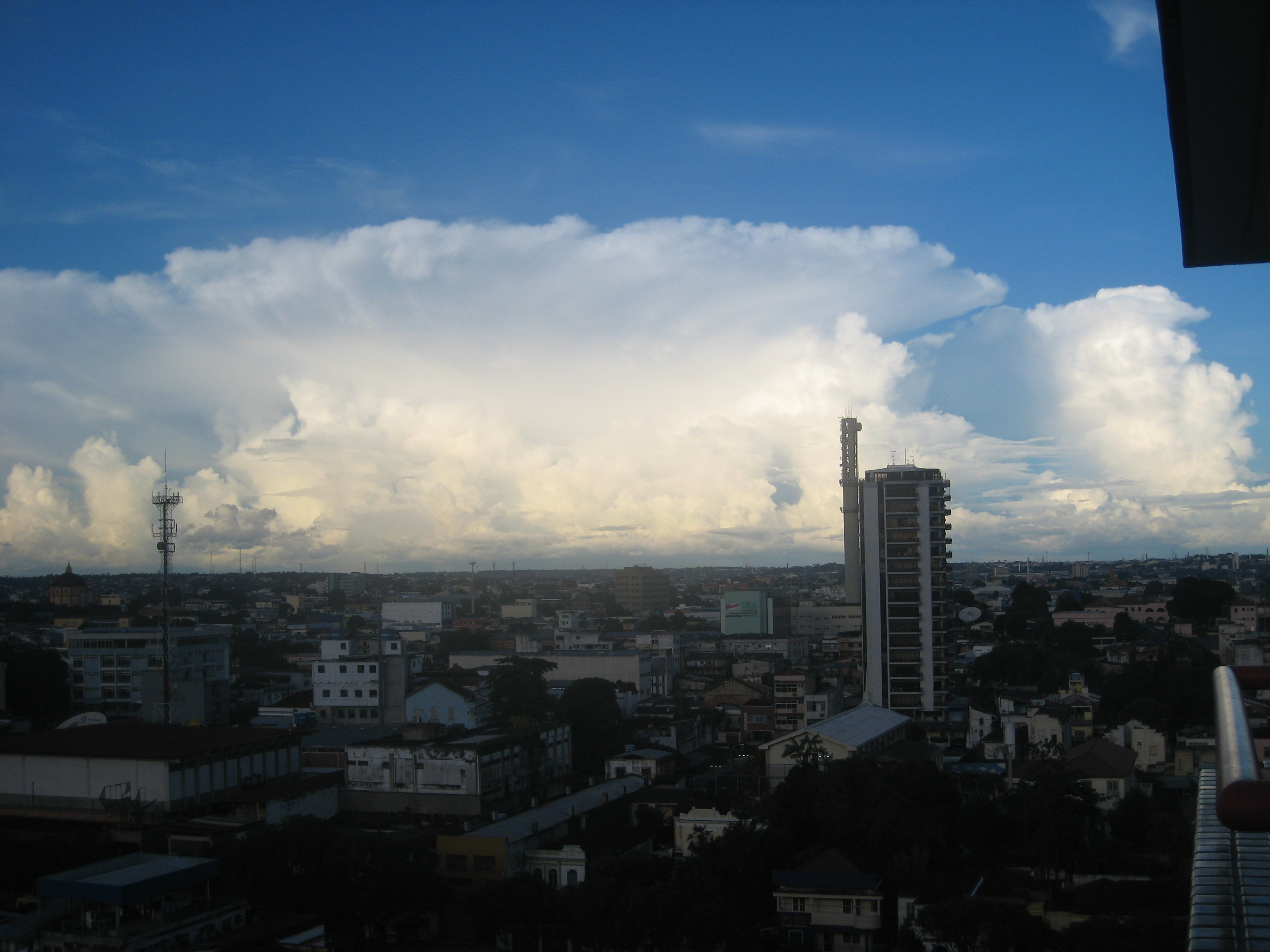
Cumulonembo, nube convettiva a sviluppo verticale dovuta a instabilità atmosferica e fenomeni temporaleschi

In meteorologia l'instabilità atmosferica è una condizione fisico-atmosferica favorevole allo sviluppo di moti convettivi verticali e con essi fenomeni associati come nuvolosità convettiva, cumuli e cumulonembi, che possono dar luogo a rovesci e temporali più o meno diffusi (per i principi fisici si veda stabilità dell'aria).

## Descrizione

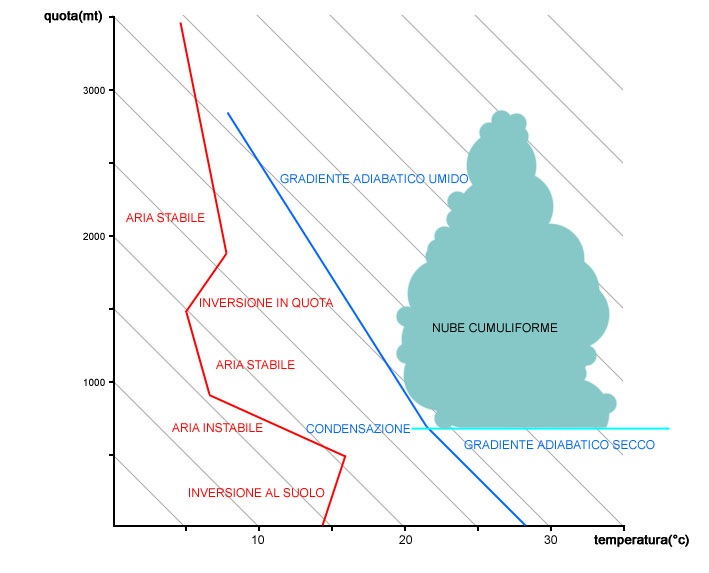
Schema di corrente ascensionale

Tale condizione si verifica soprattutto nella stagione estiva e primaverile, specie nelle ore pomeridiane e serali, nelle zone interne e in prossimità dei rilievi e pendii montuosi, in presenza di intenso soleggiamento e/o aria umida al suolo tipicamente associato anche a contrasto termico di masse d'aria più fredda in quota (nocciolo d'aria fredda o cut off), che più pesanti si ritrovano a controbilanciare masse di aria calda più leggere che si sollevano dal suolo. Se l'instabilità risulta molto accentuata, locali sconfinamenti dei cumulonembi associati a rovesci e temporali possono coinvolgere anche in aree costiere. D'inverno l'instabilità atmosferica è più comune sui mari a causa della presenza di masse d'aria più miti riscaldate dalla massa d'acqua sottostante.
Altri casi tipici di instabilità atmosferica sono quelli associati ai fronti freddi atmosferici, sempre a causa di contrasti termici tra masse d'aria di natura diversa, ai cicloni tropicali, ai derecho e più in generale a tutti i vortici atmosferici.
Per calcolare il livello di instabilità atmosferica, vengono esaminati valori di temperatura al suolo e in quota, oltre ai dati sull'umidità relativa e sul punto di rugiada, sulla pressione atmosferica e sulle altezze di geopotenziale. Generalmente, bassi valori di pressione e geopotenziale e alti valori di temperatura, umidità e punto di rugiada, possono essere indicativi di instabilità atmosferica, se associati ad irregolarità nella direzione e nell'intensità dei venti al suolo.